# Lazër Shantoja
Lazër Shantoja ps. Athanas Ziller, Liljan (ur. 2 września 1892 w Szkodrze, zm. 5 marca 1945 w Tiranie) – albański ksiądz katolicki i poeta, ofiara prześladowań komunistycznych, błogosławiony Kościoła katolickiego, pierwszy albański esperantysta.

## Życiorys
Syn Mikela i Luçije. Uczył się w szkole prowadzonej przez jezuitów w Szkodrze. Studia teologiczne odbywał na uniwersytecie w Innsbrucku. 29 maja 1915 został wyświęcony na księdza. Po powrocie do Albanii w 1917 pracował jako proboszcz w parafii Pulaj, a następnie w Beltojë, Velipojë, Rrjoll, i Sheldî. W czerwcu 1919, kiedy pracował w parafii Beltojë został uwięziony przez Włochów.
W latach 1922–1924 pracował jako sekretarz arcybiskupa Lazëra Mjedy. W latach 1923–1924 współpracował z Antonem Harapim, wydając pismo Ora e Maleve. W tym czasie zaangażował się w działalność polityczną. Jako jeden z organizatorów przewrotu w czerwcu 1924 (tzw. rewolucji czerwcowej) został aresztowany w styczniu 1925 i spędził kilka miesięcy w więzieniu.
Po uwolnieniu wyjechał do Wiednia, gdzie współpracował z pismem Ora e Shqipnisë, finansowanym przez Hasana Prishtinę. Kolejne dziesięć lat spędził w Szwajcarii, gdzie pracował jako proboszcz parafii katolickiej we wsi Bienne. Tam też doskonalił znajomość języka niemieckiego i tłumaczył dzieła literatury niemieckiej na język albański.
Powrócił do Albanii po agresji włoskiej w 1939. Przyjęty chłodno w Szkodrze, przeniósł się do parafii katolickiej w Tiranie. W 1941 wspólnie z Ernestem Koliqim i Mustafą Krują zakładał Instytut Studiów Albańskich (Institut të Studimeve Shqiptare), działający pod patronatem włoskim. W maju 1943 wziął udział w pogrzebie Ndoka Gjeloshiego, który zginął z rąk partyzantów komunistycznych. Po kapitulacji Włoch w 1943 wycofał się z działalności politycznej. Pod koniec 1944 przeniósł się do wsi Sheldi, gdzie ukrywał go ks. Ndre Zadeja.
W styczniu 1945 Shantoja został aresztowany przez funkcjonariuszy Departamentu Obrony Ludu i poddany torturom. W czasie śledztwa złamano mu ręce i nogi. 31 stycznia 1945 stanął przed sądem wojskowym (przew. Esat Ndreu) i został oskarżony o współpracę z okupantem i z Gjonem Markagjonim, a także o zbrodnie przeciwko władzy ludowej. 2 lutego 1945 został skazany na karę śmierci przez rozstrzelanie. Wyrok wykonano 5 marca 1945. Został pochowany w bezimiennej mogile.

## Twórczość
Pierwsze utwory poetyckie Shantoi ukazały się w 1920 w piśmie Zani i Shna Ndout (cykl pt. Duhia). Był pierwszym tłumaczem Fausta na język albański. W jego dorobku artystycznym oprócz utworów poetyckich i tłumaczeń z języka niemieckiego znajduje się także zbiór opowiadań Kodra mbas bregut, które publikował początkowo w czasopiśmie Cirka. Dzieła zebrane Shantoi ukazały się drukiem w 2005, nakładem wydawnictwa franciszkańskiego w Szkodrze.

## Beatyfikacja
Shantoja znajduje się w gronie 38 Albańczyków, którzy 5 listopada 2016 w Szkodrze zostali ogłoszeni błogosławionymi. Beatyfikacja duchownych, którzy zginęli „in odium fidei” została zaaprobowana przez papieża Franciszka 26 kwietnia 2016. Imię błogosławionego nosi jedna z ulic w tirańskiej dzielnicy Paskuqan.